# Liste der Einträge im National Register of Historic Places im Ringgold County

Lage des Ringgold County in Iowa

Die Liste der Einträge im National Register of Historic Places im Ringgold County in Iowa führt alle Bauwerke und historischen Stätten im Ringgold County auf, die in das National Register of Historic Places aufgenommen wurden.
| [ 2 ] | Name                                  | Bild                                  | Eintragsdatum        | Lage                                                     | Ort                               | Beschreibung                                                                                         |
| ----- | ------------------------------------- | ------------------------------------- | -------------------- | -------------------------------------------------------- | --------------------------------- | --- |
| 1     | Beaconsfield Supply Store             | Beaconsfield Supply Store             | 2007 ID-Nr. 07000451 | 1621 Main Street 40° 48′ 27,4″ N, 94° 3′ 1,4″ W          | Beaconsfield                      | 1916 aus Backsteinen errichtetes Geschäftshaus                                                       |
| 2     | W.J. Buck Polygonal Barn              |                                       | 1986 ID-Nr. 86001471 | abseits des US 169 40° 46′ 57″ N, 94° 15′ 25″ W          | rund 7 km südöstlich von Diagonal | 1907 errichtete Rundscheune                                                                          |
| 3     | Middlefork Methodist Episcopal Church | Middlefork Methodist Episcopal Church | 1990 ID-Nr. 90001801 | abseits des US 169 40° 35′ 47″ N, 94° 19′ 3″ W           | rund 3 km östlich von Redding     | 1886 im Italianate-Stil errichtete Kirche                                                            |
| 4     | Ringgold County Courthouse            | Ringgold County Courthouse            | 1981 ID-Nr. 81000267 | 109 West Madison Street 40° 42′ 51,5″ N, 94° 14′ 25,1″ W | Mount Ayr                         | 1926–1927 im neoklassizistischen Stil errichtetes Justiz- und Verwaltungsgebäude des Ringgold County |
| 5     | Ringgold County Jail                  | Ringgold County Jail                  | 1979 ID-Nr. 79000939 | 201 East Monroe Street 40° 42′ 49,8″ N, 94° 14′ 18,3″ W  | Mount Ayr                         | 1895 errichtetes Gefängnis des Ringgold County                                                       |
| 6     | Lee Shay Farmhouse                    | Lee Shay Farmhouse                    | 1986 ID-Nr. 86003172 | abseits der County Road P27 40° 41′ 13″ N, 94° 22′ 57″ W | rund 2 km nordöstlich von Maloy   | 1919–1920 im Stil des Tudor Revival errichtetes Farmhaus                                             |